# Schöneck (Sassonia)
Schöneck (ufficialmente Schöneck/Vogtl., abbreviazione di Schöneck/Vogtland) è una città di 2 997 abitanti della Sassonia, in Germania.
Appartiene al circondario (Landkreis) del Vogtland (targa V) ed è parte della comunità amministrativa (Verwaltungsgemeinschaft) di Schöneck/Mühlental.